# Eduard Victor Gugui
Eduard Victor Gugui (n. secolul al XX-lea - d. 1999) a fost un jurnalist, scriitor, om de afaceri și politician român.
Gugui este inițiatorul primei publicații independente de după Revoluția din 1989, săptămânalul „Baricada”.
Editată de către o întreprindere mică, înființată în baza Decretului 54, prima normă care a reglementat activitățile economice în România post decembristă, „Baricada” a fost una din primele activități particulare. Devenită societate comercială odată cu intrarea în vigoare a Legii 31/1991, Editura Baricada s-a manifestat activ pe piața media și pe piața de carte, editând mai multe publicații și un număr substanțial de volume.
Eduard Victor Gugui a fondat Grupul de Investiții și Programe care a editat cotidianul „Meridian”.
Pentru o scurtă perioadă de timp, Gugui a fost și președinte al Mișcării Ecologiste Române – MER, partid politic.
A murit în anul 1999, la Monte Carlo, în condiții misterioase.
Eduard Victor Gugui a murit la data de 14 mai 1997. Participase la Festivalul de film de la Cannes și plecase spre Annecy, în jurul orei 3 dimineața. Pe autostradă, în apropiere de Marsilia, se pare că a mers în marșarier și a fost lovit de o mașina Porsche care circula cu 140 km la oră. A murit pe loc (fractură de bază de craniu). Câțiva ani dupa moartea sa s-a discutat ipoteza că moartea nu ar fi fost accidentală sau faptul că Eduard ar trăi încă în străinătate. Ipotezele nu au fost confirmate cu probe. În momentul morții era consilier municipal. A fost înmormântat în cimitirul Bellu.
România a pierdut un om erudit, un bun orator, un om politic, un scriitor, un vizionar.

## Volume publicate
- „Amprente pe o planetă albastră”, Editura Albatros, Colecția Cristal, 1985
- „Teste de fizică”, Editura Albatros, 1980
- „Adolescente la pian” Editura Baricada, 1991